# Nyctegretis impossibilella
Nyctegretis impossibilella är en fjärilsart som beskrevs av Ulrich Roesler 1969. Nyctegretis impossibilella ingår i släktet Nyctegretis och familjen mott. Inga underarter finns listade i Catalogue of Life.